# Ave Maria (Bizet)
Das Ave Maria (WD 134) des französischen Komponisten Georges Bizet ist dessen Vertonung des Ave-Maria-Gebets. Es ist neben dem Te Deum (WD 122) das einzige liturgische Werk Bizets.
Das Stück ist geschrieben in F-Dur für Sopran, Violoncello und Orgel. Alternativ können auch Tenor, Violine oder Klavier eingesetzt werden. Neben der Version mit dem lateinischen Text existiert auch eine Version mit einer französischen freien Übersetzung, welche vom Dichter Charles Grandmougin geschrieben wurde.
Die Partitur ist bei Choudens Fils in Paris erschienen.

## Französischer Text
Lateinischer Text siehe Ave Maria
Vierge Marie,
Reine des cieux,
Soyez bénie
Par tous les malheureux!
Nous sommes à vos pieds
Implorant vos pitiés!
Protégez-nous
Nos cœurs remplis de vous
Sont tremblants à vos genoux!
Ah! Restez-nous clémente
Et pardonnez à nos erreurs
Ô vierge aimante
Ô seul appui des pêcheurs!
Toute notre vie
vous demeure asservie
Dans la mort
Rendez-nous le cœur plus fort.
Amen.